# マスターチーフ
マスターチーフ・ペティオフィサー ジョン117（Master Chief Petty Officer John-117） つまりマスター・チーフ（Master Chief）は、HALOシリーズに登場する架空の人物で、主人公、プレイヤー・キャラクター、特殊部隊隊員、Xbox、Xbox 360のマスコットキャラクターである。身長2m、体重130kg。
オリジナル（英語）音声でのヴォイスアクターはスティーヴ・ダウンズが演じる。
日本語音声による吹き替えでは、谷昌樹（オリジナル・トリロジー、『Halo 4: Forward Unto Dawn』）、小山力也（『Halo 4』から）が担当。
ゲーム本編では単に「チーフ」と呼ばれるが、本名はジョンである。これは『Halo 3』の最後で明らかにされるが、『Halo 3』の公式サイトでは発売日前に暴露されていた。国外で出回っている『Halo: The Fall of Reach』などの小説類ではこれよりも早く本名が明らかになっていた。
ちなみに、テレビゲームのキャラクターという性格上、本記事の画像は全てコスプレである為細部が異なる場合がある。

## 概要

### アメリカでのマスター・チーフ
マスター・チーフ（以下『ジョン』）はアメリカ本土において非常に有名なキャラクターである。アメリカにおける彼のキャラクターとしての立ち具合はマリオやソニック・ザ・ヘッジホッグ、ララ・クロフトに並ぶといわれており、マダム・タッソーの蝋人形にもなった。
HALOシリーズそのものが全世界で2480万本を売り上げる人気作品であるため、その主人公であるチーフも当然注目を浴びている。しかしながら、Kotakuの評論家たちはジョンのことをあまり評価していない。彼らによれば、ジョンはパワードスーツを装着して高い戦闘能力を保持するものの、あまりに無口であり外見的特長に欠けているため、スーパーヒーローとしてあまりにも地味だとのこと（ジョンはスパルタンIIと呼ばれる特殊部隊隊員であるため、同じような外見をした仲間が沢山いる）。
基本的にクールであり、無口で感情を出さない。あらゆる銃火器と装甲戦闘車両および航空機の操縦法に精通し、戦いを知り尽くしており、最強の兵士の名に相応しい人物。
素顔や経歴がよく解らないという設定が災いしてか、実写映画版の『HALO』では登場出来ないといわれていた。
なお、TVCM『Starry Night』（『星月夜』）では、幼少時代ではあるが彼の素顔が確認できる。

#### 『Halo 3』の発売日にて

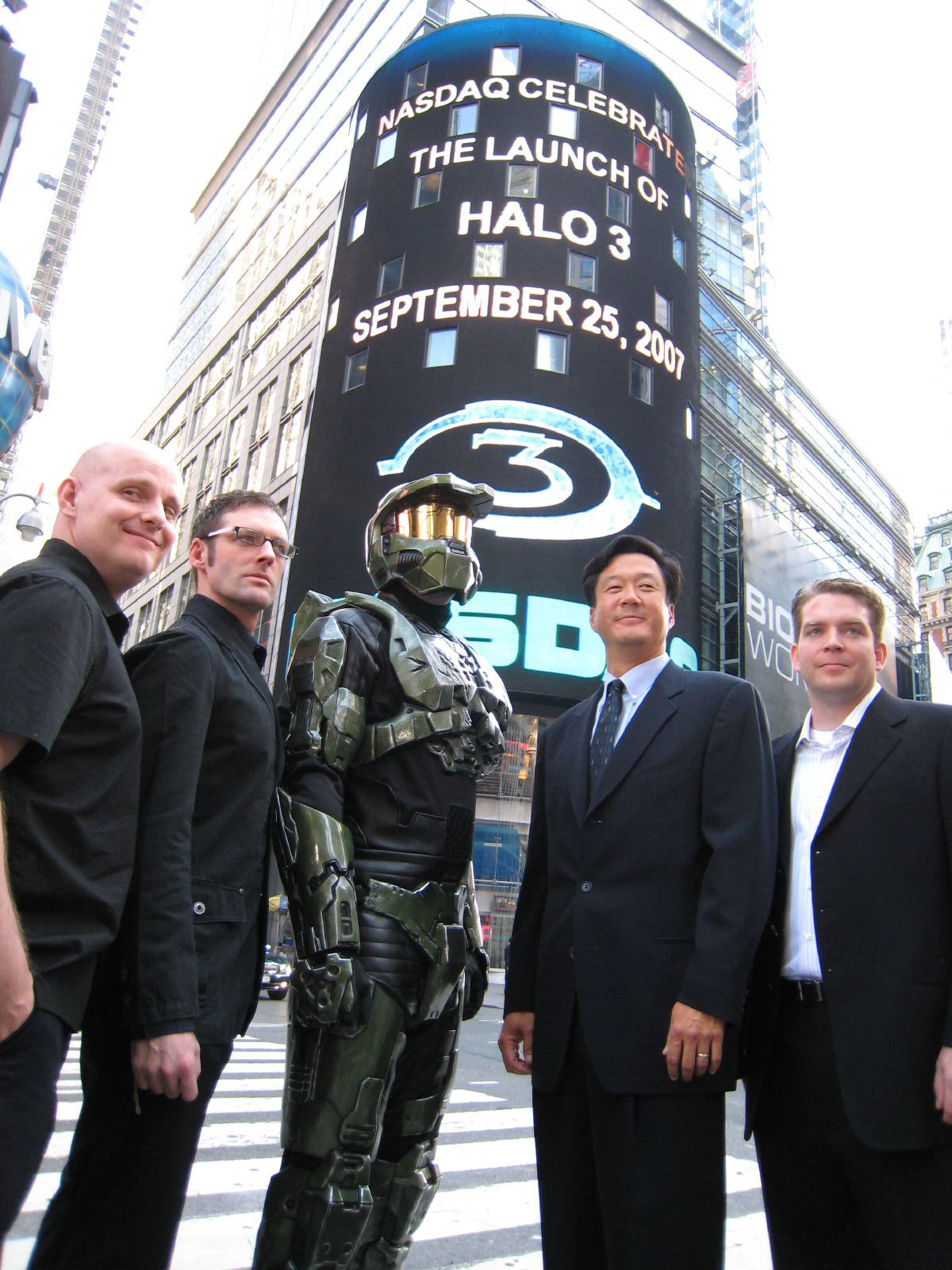
ジョンは『Halo 3』発売日当日、ニューヨーク・タイムズスクエアのNASDAQビル前に出現。取引終了の鐘を鳴らした。

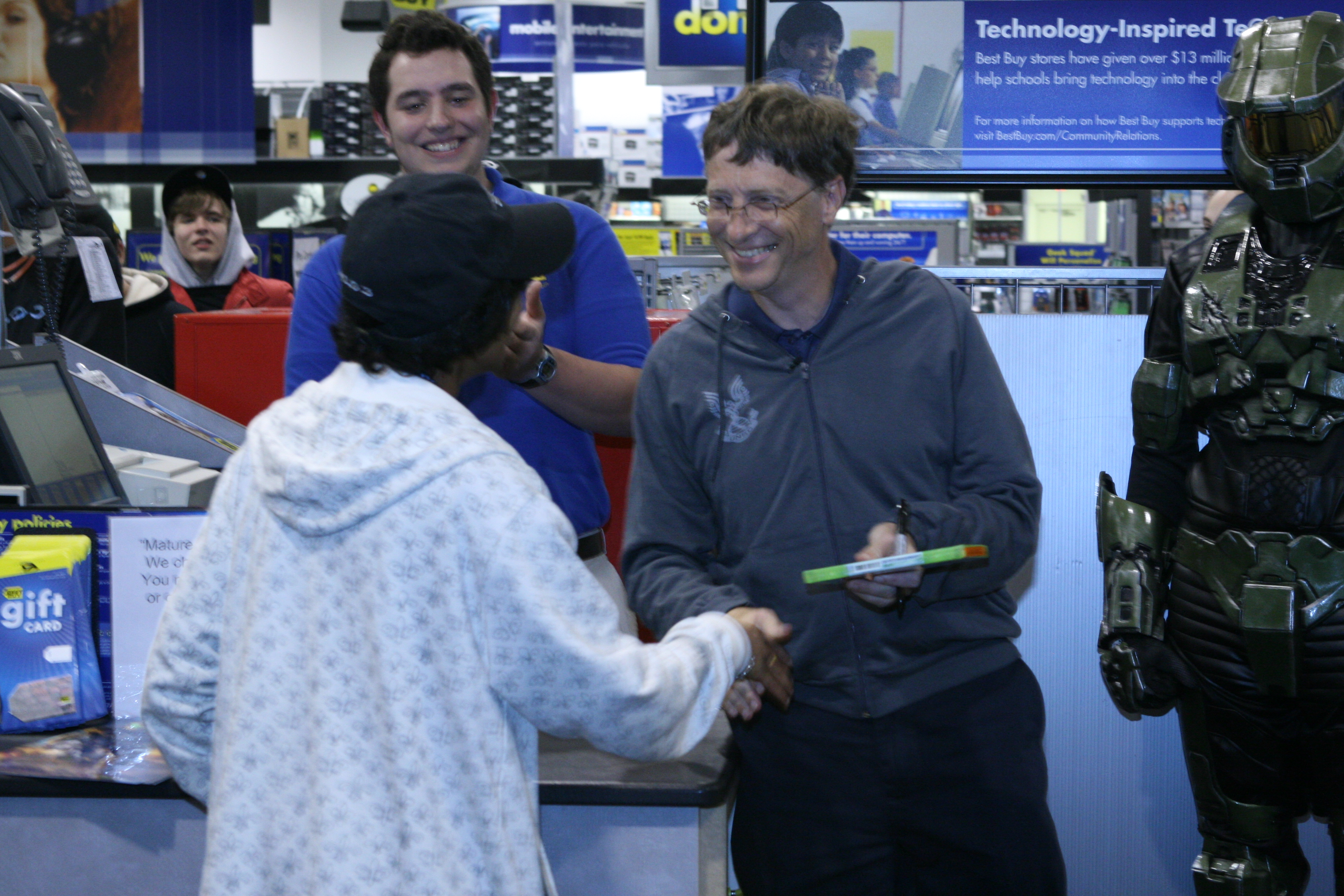
『Halo 3』の発売日には、ジョン本人がビル・ゲイツとともに『Halo 3』の販売を行った。

『Halo 3』の発売日にはチーフが全世界で出没した。
「公式な」イベントとしてはまず、ソフト発売日の夕方にニューヨークの証券取引所に出現し、バンジースタジオとマイクロソフトのスタッフたちと共にその日の証券取引の終了を合図する鐘を鳴らしたという。これはテレビゲームのキャラクターとしては異例のことといえる。
また、「非公式」なイベントとして、マサチューセッツ工科大学（MIT）の生徒によるいたずらがある。彼らはハーバード大学にある、設立者ジョン・ハーバードの銅像をマスターチーフにしてしまったのである（たんにヘルメットを被せただけとも言われる）。更にチーフ愛用のMA5アサルト・ライフルまで再現するなど、芸も繊細であった。

### コルタナとの関係
ジョンのことを説明する上で、AIのコルタナ（en:Cortana）は欠かせない存在である。彼女はシリーズにおいてジョンと同調し、常に進むべき道に導いてくれる存在である。シリーズが進むに連れて2人の関係は親密になり、『Halo 2』後半辺りからは、2人が恋人であるかのようなイメージを漂わせているが、現時点では真相は不明。
これに関してバンジースタジオのスタッフたちは、ジョンとコルタナの関係はユーザーたちの判断に任せる方針を採っている模様（『Halo 3』の特典映像『メイキング・オブ・ヘイロー3』より）。なお、スタッフの一人は「コルタナはチーフの守護天使」だと述べている。

### 海兵隊員から見たジョン
ジョンは単独でも驚異的な戦闘能力を持つが、先導者としてUNSCの海兵隊と行動を共にすることも多い。そして、彼らの多くはジョンを見て「思ったより背が高い」などと述べる。また、状況によっては「逢えて良かった」（〜嬉しい / 〜光栄です）と言う者も数多い。一方、ジョンを含みスパルタン部隊は惑星リーチで全滅したと知らされた海兵隊員も数多く、ジョンを見て驚く隊員も多数存在する。
ただ『4』以降、あまりにも俗人とかけ離れた英雄であるため「思うまま行くだけで命令はできない」という不文律が強く出回っているようである。

### コヴナントから見たジョン
コヴナント側から見れば、スパルタン部隊は通常の海兵隊に比べて遥かに排除が困難であるため、畏怖の対象となっていたようだ。更にジョンは（コヴナントから見て）聖なるリング「ヘイロー」を破壊したために「悪魔」と呼ばれている。コヴナント側でもマスターチーフという階級名は掴んでいたものの、悪魔という名称が一般化している。

### ジョンの年齢
Xbox 360のソフト『Halo Wars』のタイムラインによると、2517年8月17日にキャサリン・ハルゼイ博士によって最有望候補者の少年「ジョン」が極秘裏に徴用されている。当時ジョンは6歳。そして2552年8月30日にキース艦長率いる戦艦オータムが惑星リーチを脱出。戦艦オータムには、惑星リーチを生き延びた唯一のスパルタン「ジョン」が同乗していた（『Halo: Combat Evolved』では、物語はここから始まっている）。この時点でジョンは、41歳と思われる。ただしスパルタンは度々コールドスリープを施されるため、肉体年齢は一致しない。

## ミョルニル・アーマー（MJOLNIR Armor）
Haloジョンが常に着用しているパワードスーツの一種である。『Halo』の時点ではMark Vで、『Halo 2』から新型のMark VIにバージョンアップする。また、『Halo 5: Guardians』以降、マイナーチェンジ版のMark VI Gen2となる。
北欧神話に登場する最強の戦槌ミョルニルから名付けられた。

### 概要
SPARTAN-IIプロジェクトに於いて、コヴナントとの戦闘を前提に設計された最先端の戦闘服である。気密式で、宇宙服も兼ねている。着用時の重量は0.5トン。
開発者はUNSCのキャサリン・エリザベス・ハルゼイ博士である。

### 防衛機構
- 装甲は特殊合金の多層構造で、表面はエネルギー兵器を拡散するコーティングが施されている。装甲内部にはジェル層があり、衝撃を吸収するため、作中で2000m以上の高さから落ちても無傷だった。
- 全身を包むエネルギーシールドは、銃弾・プラズマ兵器・ビーム兵器・打撃のいずれに対しても完全な防御を行う。キャパシティには限界があるが、しばらく安定した状態が続けば、再び完全な状態まで回復できる（オート・リチャージ）。

### 戦闘補助機構
- ある種のパワーアシストがあり、60tの重量があるスコーピオン戦車を一人でひっくり返せる力がある。またその重量にもかかわらず、走力やジャンプ力でも一般兵士に劣らない。アーマーの動作は神経回路インタフェースにより、思考と同じ速さでコントロールされる。
- HUDには銃の種類にかかわらず常に照準が表示されており、正確な射撃をサポートする。
- 銃火器の残弾やバッテリー残量を解析し、表示する。

### 通信機構
- クリスタルによるネットワークを内蔵しており、コルタナのようなAIをサポートできる。
- 外部との通信機能を内蔵しており、友軍との通信はもちろん、コルタナは度々スーツ内からコヴナントのネットワークに侵入している。

### 付加装備
- モーショントラッカーにより、周囲360度の動く物体を探知できる。更に、その敵味方も判別できる。
- 暗所で使用するフラッシュライトを内蔵している。
- 背中には武器を装備するためのマグネットがあるようでくっつけるように装備できる。
- MarkVIはテレスコープを装備しており、遠方の索敵が出来る。
- MarkVIから治療装置が内蔵され、致命傷でない限り自動で怪我の治療が行われる。
- MarkVI Gen2以降、足裏にはマグブーツがあり、無重力下でも重力下とほぼ同じように行動でき、重力下でも壁に直立できる。また全身にスラスターを装備しており、宇宙空間を高速で移動でき、重力下でもダッシュや降下を簡単にできるようになっている。

### その他
- 水中でも活動できるが、その重量のためか沈んでしまう。
- Mark VIからは脚部の機能が強化されたようで、多少の高所から飛び降りてもダメージを受けない。

## 任務服暦

### 惑星リーチの陥落
ジョンは2517年、コロニー・エリダヌスIIにて誕生。幼少時代の時にスパルタン計画の対象とされ、ほぼ非人道的に徴兵された。このとき彼に与えられたUNSC（国連宇宙軍）サービスタグは117。つまり「ジョン117」という名前となる。訓練と肉体強化による過程でスパルタンIIの世代は彼を含め30人程度まで減少した。その中にいたケリー、カート、フレデリックとは仲がよかった模様。しかし、彼らの本拠地であった惑星リーチはコヴナント軍による襲撃によって破壊されてしまうため、大半のスパルタンが失われることとなる。
ジョンは惑星リーチでの攻防戦に従事するが、彼の小隊は全滅。ジョンはジェイコヴ・キース艦長の指揮する戦艦オータムに搭乗してリーチから脱出に成功。

### フラッドとの遭遇
戦艦オータムはコヴナント軍を地球から遠ざけるため、ワープアウトの行き先が分からないブラインドワープを用いて逃走していたが、その先で彼らは謎の環状惑星「HALO（HALO04）」を発見する。
しかしそれもつかの間、戦艦オータムはワープの穴をたどって追跡してきた敵に追いつかれて猛攻を受け、撃沈寸前となったため、チーフはAIのコルタナをパワードスーツに内蔵して艦を脱出する。
オータムに残ったキース艦長はオータムを操縦してヘイローに不時着するも、キース艦長はコヴナントに捕虜にされてしまう。
ジョンとコルタナは、海兵隊員の生存者をかき集めて敵の捕虜となったキース艦長を救出。その後コヴナントがヘイローが巨大なパワーを秘めた兵器だと信じ、そのコントロール・センターを探していることをつかむ。
コントロールセンターの争奪戦を切り抜け、コントロールセンター中央のコンソールにコルタナを侵入させる。そこには膨大なデータが眠っており、コルタナはヘイローの存在意義を知る。
ヘイローは、『フラッド』と呼ばれるパラサイト（寄生生物）の牢獄で、それが解かれた際に使用される「最終兵器」であることを教えられる。正しくは、人間やコヴナントを餌とするフラッドを餓死させるため、あらゆる生命体を根絶する究極の大量破壊兵器だったのだ。
折しもチーフと別行動をしていたキース艦長はフラッドを封印している研究施設へ調査に出かけており、艦長を止めるためにコルタナは大急ぎでチーフを向かわせるも間に合わず、キース艦長たちはフラッドに襲われ行方不明となってしまう。
キース艦長の捜索を続ける中ジョンは突如として現れたヘイローの管理者「343ギルティスパーク（通称：モニター）」と遭遇、「フラッドの封印が解かれたためヘイローを起動する必要が出た」とだけ言い、この起動キーを保管しているライブラリへ案内される。
ライブラリの中心部に眠るインデックスを入手したチーフはモニターと共にコントロールセンターに向かうが、そこでコルタナからヘイローの真実を知らされる。
ヘイローの起動をもくろむコヴナントの最高権力者である長老たちもこの事実は知らず、彼らはただ「人類を殺すための兵器」であるとしか思っていなかった。
人類はモニターとコヴナントの両者から、喉元にナイフを突きつけられた格好となったのである。
この状況を打開するためチーフはヘイローのジェネレータを破壊し、起動を先延ばしすることに成功した。その隙に不時着したオータムへ向かい、この核融合炉を爆発させることでヘイローを破壊する作戦に出た。
幾つもの不運を潜り抜け辛くもこの作戦に成功したチーフはヘイローを破壊し、オータムに搭載された長距離爆撃機に乗って地球へと帰還する。
かくして、人類と、ヘイローを「人類を死滅させる最終兵器」と信じて疑わないコヴナント、その本能に従い生命体を襲い尽くすフラッド、そしてそのフラッドを外界へと放出しないようヘイローを起動させようとするモニターたちとの四つ巴の戦いは幕を閉じた。
この戦いで生き残ったのはジョンとコルタナのみであった。
奇しくもこの行為が敵対者であるコヴナントの命までも助ける事となったのだが、真実を知らない彼らにとって、宗教的シンボルの破壊により、人類に対してさらなる憎悪を抱いてしまう結果となったのだ。
なお、『Halo: Combat Evolved』を最高難易度でクリアーすると黒人軍人であるジョンソンが最後を悟り、敵エイリアンの一人と和解して抱擁したまま爆死するが、後の『Halo 2』、『Halo 3』では最重要人物の一人として登場するためパラドックスが発生している。故にジョンソンの脱出の経緯は描かれていないものの、実際にこの戦いで生き残ったのはチーフ・コルタナ・ジョンソンの三人である。

### コヴナントによる地球侵略
物語はコヴナント視点により、コヴナントの聖なる宇宙船都市ハイチャリティにて幕を開ける。
前作で聖なるヘイローをみすみす破壊されて逃げ帰ってきたコヴナント軍の司令官が、裁判にかけられていた。彼は異端者として焼印を刻まれ、死刑と同等の厳しい判決を言い渡される。
しかし、彼の有能さを知っていた預言者たちは、預言者直属の兵士「アービター」となることで救済をすることを約束し、彼はそれを受け入れることになる。
一方、ヘイローでの戦いを終えてマスターチーフは地球へと帰還するが、コヴナントの指導者の一人『悔恨の預言者』が率いる艦隊が地球への攻撃を開始する。
アフリカのニューモンバサの地中深くにはヘイローに関連する遺物「ポータル」が埋まっており、このポータルは銀河系に7つ存在するすべてのヘイローを遠隔操作できるための鍵であるとコヴナントは信じていた。
コヴナントの最高指導者は3人いるが、そのうちの一人である悔恨の預言者の独断による勇み足であった。
地球の軌道上には300近くの防衛プラットフォームがあるものの、コヴナントは歩兵搬送艦でステーションの制圧に乗り出したため、マスターチーフは配備されていた海兵隊員たちと共にステーション・カイロを防衛する。
戦闘の過程で隣接する宇宙ステーションのアテネ、マルタが破壊されるが、それはAIコルタナの分析によりコヴナントが内部で爆弾を使用したことが判明する。
チーフは早速ステーション・カイロ内部で持ち込まれた爆弾を発見し、宇宙空間へ飛び出して爆弾をコヴナントの戦艦に返送した。
艦隊や防衛プラットフォームは善戦したものの、数隻のコヴナント・アサルトシップが地球に進入。
チーフはニューモンバサに着陸した敵司令官『悔恨の預言者』を始末するため現地部隊と協力するが、手の届くところで預言者は地球からワープで離脱を試みる。
預言者を追跡するため、チーフはミランダ・キース中佐の指揮するフリゲート「アンバー・クラッド」に便乗。艦は預言者の船と共にワープし、第二の光輪「デルタ・ヘイロー（HALO05）」を発見した。
新たなヘイローの発見で喜び勇んだ預言者たちは、その起動を間近で見ようとハイチャリティごと新しいヘイローの近くへ移動してきた。
悔恨の預言者はデルタヘイローの巨大な湖上にある神殿と思しき場所にコヴナント兵を率いて篭城していたが、チーフは悔恨の預言者を始末する。
しかし、この預言者の絶命を知ったコヴナント艦隊は神殿もろともチーフを爆撃し、これから逃れられず湖へと沈んでいってしまう。
丁度その頃、デルタヘイローの起動インデックスの回収を任されたアービターはライブラリへ単身向かい、成功する。
しかし最近台頭してきたコヴナントの新たな種族「ブルート族」の長であるタルタロスの裏切りによって崖から突き落とされてしまい、アービターの手柄を横取りされてしまう。
チーフとアービターはデルタヘイローの底で、フラッドの親玉であるグレイヴマンドと出会う。グレイヴマインドもまたヘイローの真実を知る一人であり、利害の一致でこの3人は連携を組むことになる。
チーフはコヴナントの親玉である預言者を止めに、アービターはデルタヘイローの起動を阻止するためコントロールセンターへ向かわせられる。
しかしチーフが向かったときには時既に遅く、別の指導者である「真実の預言者」はヘイローの作動キーであるインデックスを入手していた。
グレイヴマインドも預言者たちを止めるためにハイチャリティに乗り込んだが、そのせいでハイチャリティがフラッドに汚染されてしまう。
アービターはタルタロスを始末し何とかデルタヘイローの起動を止めることができたものの、起動途中での強制終了という形で阻止したため、銀河系にあるすべてのヘイローがインデックスなしで起動できる待機状態へと移行してしまう。
そのタイミングで、真実の預言者は大艦隊を率いて地球を侵略しようとハイチャリティを出発する。アフリカの地下に眠るポータルの発掘に向かったのである。
チーフは真実の預言者を止めねばならないが、汚染されたハイチャリティを操ってフラッドも地球へ向かう可能性がある。地球でフラッドが暴れだすと人類は滅びてしまう。
そのときはハイチャリティを自爆させてフラッドを食い止める必要があるため、コルタナはその場に残り、チーフのみ単身で真実の預言者の乗った宇宙船に飛び乗ることになる。
敵の宇宙船で地球に帰還したマスターチーフに対し、地球防衛プラットフォームで指揮を執るUNSC指令テレンス・フッド卿は問う。 "何故預言者と同じ船に乗っている" のかと。そしてチーフは応える ”Sir, finishing this fight”（ケリを付けてきます）と。

### 本土決戦
マスターチーフが地球に帰還すると、戦いの事情はかなり変わっていた。コヴナントの一角を成すサンヘイリ族（UNSCコードネーム：エリート族）がコヴナントから離反し、人類と手を結んでいたのである。彼らと協力して「真実の預言者」を倒すことになるのだが、その間もチーフの視界には宇宙の彼方に置き去りにした相棒コルタナの姿が映り止まない。感情を露にしない彼が、明らかに彼女の安否を気にしているということである。真実の預言者はアフリカで発掘した巨大な遺跡に陣取り、それを囲むように軍を配備。ハリネズミのような防除陣地であったが、チーフはエリートの調停者「アービター」や海兵隊員たちとともにこれを突破。防衛線に穴を開けることに成功する。すかさずテレンス・フッド卿率いるUNSC艦隊の生き残りは預言者の船に総攻撃を仕掛ける。だが、預言者の船は遺跡上空に出現した異次元へのホールを潜って何処かへ消えてしまう。更に悪いことに、何処からかワープしてきたコヴナント・アサルトシップが墜落。それにはフラッドが乗っていたのだ。だが、実はこの船はコルタナのメッセージを載せた伝書船であったのだ。
コルタナのメッセージによると、宇宙の彼方。つまりあの異次元へ通じるホールの先にはアークとよばれる、古代文明の遺産があるという。これを使えばヘイローを起動せずにフラッドのみを永遠に葬り去ることが出来るというのだ。だが、フッド卿は預言者を追跡することに反対した。地球は人類にとって最後の砦であり、ここを守らなければならなかった。しかもコルタナは「グレイヴマインド」と呼ばれるフラッドの王に囚われており、ハッキングされこのメッセージ自体が罠という可能性もあったのだ。だが、チーフは断固コルタナを信じていた。しぶしぶフッド卿は預言者を追跡するため、機甲部隊や兵員を満載したフリゲート艦「フォワード・オントゥ・ドーン」をエリートの艦隊に編入させるのであった。

### アークでの戦い
遺跡の上空にできたワームホールは確かに、銀河系に7つ配置されているすべてのHALOを遠隔操作できるアークへ繋がっていた。ここはヘイローを建造する機能もある母艦のような場所でもあり、第1作目で失ってしまったHALO04がまさに建造されている最中であった。
コルタナは「未完成のヘイローを起動すればその影響は限定的で、アークに集結しているコヴナントたちだけを葬り去ることが可能」だということをチーフに伝えたかったのである。
グレイヴマインドが操るハイチャリティもポータルへ到着し、一網打尽とする作戦の場が整った。チーフはハイチャリティに残ったコルタナを助けるため、一旦アークを離れてハイチャリティへと向かう。
ハイチャリティの汚染はひどく進んでおり、周囲は肉塊だらけとなっていた。
コルタナとの再開を果たしたとき、コルタナは懐かしいものをチーフに見せる。第一作でずっと持っていたままであったヘイロー04の起動インデックスであった。
これでヘイローを起動すればすべての戦いを終わらせることができる。チーフはハイチャリティのジェネレータを自爆させてから脱出した。

### 大いなる旅
未完成のヘイローに向かったチーフは、フォワード・オントゥ・ドーン（以下”ドーン”）によって別ルートで乗り込んできたアービターと合流し、ヘイローを起動する。
しかしこの段階での起動は、ヘイローにとって想像以上の負担であった。再び崩壊するヘイローからドーンへ戻って脱出しようとするが、崩壊スピードがあまりにも速くなかなか思うようにいかない。
二人は何とかドーンに乗り込んだが、チーフは搭載している荷物で足止めを食らい、アービターがドーンを操縦することになる。
ヘイローから離陸して間もなくドーンは地球へ向けて緊急ワープを行うが、ヘイローの爆発にぎりぎり間に合わず、船体後部が爆発に巻き込まれて千切れてしまい、アービターが乗ったドーンの前部のみが地球へと帰還する。
この決死の作戦でコヴナント軍は壊滅し、フラッドも滅びた。すべての戦いは終わったものの、チーフは任務中死亡の扱いとされる。

### 新たなる旅
ヘイローの爆発で半壊して宇宙を漂流するドーンの中でコールドスリープに着いたマスターチーフは、コルタナの呼びかける声に目を覚ます。コヴナント戦争が終結してから4年が経過していた。
コールドスリープポッドから飛び起きたマスターチーフは、コルタナが入るチップを抜き取って状況を確認するため観測デッキへと向かう。そこで滅んだか人類と休戦したはずのコヴナントの艦隊とドーンを引き寄せるダイソン球「レクイエム」を目撃したのであった。
レクイエムへと墜落した後、コルタナの異常に気づき問い詰める。彼女は稼動から8年経過しており、ランパンシー状態を迎え、最終的には「死」を迎えることを知るのだった。コルタナを治すためにも地球へ帰還するべく、コヴナント船の奪取を目的に探索を開始する。そこでビーコンを感知して救助に向かってきたインフィニティからの微弱な電波を拾うも、妨害電波によってふさがれ、さらにプロメシアンと呼ばれるレクイエム固有のフォアランナーマシンの襲撃を受けた。チーフとコルタナは妨害電波の発信源を特定して惑星の中心部にある通信装置と思われる球体にアクセスし妨害電波の元を排除することに成功する。しかしそれは自身を解放させるための、レクイエムに収監されていたフォアランナー「ダイダクト」の罠だった。コールドスリープ装置「クリプタム」の中より復活したダイダクトはチーフを排除しようとするも何とか脱出に成功する。しかし奮闘も空しく救助に来たはずのインフィニティも墜落することになった。
ラスキー中佐や新たなスパルタン部隊らと合流を果たし、フォアランナーとコヴナントの連合を排除、それからレクイエムから脱出するための強行突破作戦に参加、成功させた。

### フォアランナーの真実
作戦中にライブラリアンというフォアランナーの遺した、彼女を限りなく近く模写したその魂の欠片とも呼べるAIと邂逅を果たし、彼女の口からフォアランナー、ダイダクト、そして人類とは何なのかを知ることになる。
遥か昔、銀河の覇権を握っていたフォアランナーは急成長した古代人類の侵略を受け宇宙戦争を始めた。この時に将軍としてフォアランナー軍の戦士ウォリアーサーバントたちを率いて人類に立ち向かったのがダイダクトである。ダイダクトは勝利をおさめ、罰として人類の文明を解体した。具体的には一度滅ぼしたのちに管理調整のもと再生させることで生物種としての力を奪って全く新しい種族といってもいいような劣化した状態に造り替えてしまった。
だがフォアランナーは戦争の最中に未知のパラサイトであるフラッドと遭遇。さらに古代人類がフラッドの脅威に追われ侵略戦争という手段で消耗される物資やコロニーを補充していたこと、戦争終末期にはもはや侵略の意図もなかったことが発覚。そして直後に疲弊した状態でフラッドを相手にすることになる。そこからフラッドへの対抗と研究が進み、ついにフラッドや人類を絶滅させる最終兵器ヘイローは作られたのだった。
この研究の過程でコンポーザーと呼ばれる装置が生まれていた。これは生体をAI状の電子生命体にデータ化し無限の命を得るべく産み出された装置だったがデータ変換後は人格を保てず元の有機生命体に戻すことも不可能だった。致命的な問題を抱えたこの研究は、古代人類からフラッドの対策法を聞きだすための拷問への利用など非人道的手段に使われたきり利用は中断されていた。
しかしダイダクトはこれに目を付け、データ変換したAIに機械の身体と武器を持たせディフェンスAIとして再利用する事を提案した。機械の身体にフラッドは寄生できないからである。そしてその材料として目をつけられたのが解体した人類だった。
ライブラリアンとの対話の中でマスターチーフはこれまで戦っていたプロメシアンこそがダイダクトの造りだした対フラッド用ディフェンスAIであること、つまり自分と同じ人類であることに気付く。
HALO計画に頼らずフラッドに対抗しながら先の戦争の腹いせも行えるコンポーザー計画はダイダクトにとって都合のよいものだった。しかし人類の庇護者だったライブラリアンはそれを快く思わずダイダクトをレクイエムに閉じ込め、コンポーザーを奪いインストレーション03に隠したのだった。そしてアークでヘイローが起動され、ライブラリアンはアークポータルの設置後に地球で死亡した。銀河には幾つかのフォアランナー天体が残された。その中には研究のため保存されたわずかな数のフラッドを隠したヘイローアレイとレクイエムを含むシールドワールドも含まれていた。
そして約10万年後、リクレイマーであるチーフがレクイエムに乗り込んだときにダイダクトは目覚め、人類との戦争を再開したのである。
ダイダクトを打倒すべくマスターチーフはライブラリアンによって遺伝子に埋め込まれた能力を解放された。

### ダイダクトとの対決
復活したダイダクトは再びコンポーザーで人類をデータ化して消去する作戦に出て、まずは『Halo 03』に隠しておいたコンポーザーの回収に向かおうとした。
しかも悪いことに、人類絶滅をもくろむコヴナントたちもまた諦めておらず、目的が一致したことでダイダクトとコヴナントは手を組むことになる。
チーフはダイダクトを止めるために協力を求めるも、インフィニティのデルリオ艦長は新たなる敵であるフォアランナーとの戦争に備えるために地球への帰還を優先した。
しかも”時代遅れの兵器”であるチーフとコルタナを排除しようとしたため、チーフは艦を降り、単独でダイダクトの発進を阻止する。しかしコルタナのミスにより失敗したため、チーフはコヴナントの船に飛び降りてダイダクトを追跡、03ことガンマヘイローにたどり着く。
そのヘイローは人類がすでに発見しており、発掘と研究の作業が軌道上の宇宙ステーションイヴァノフ研究所で進められていた。コンポーザーもまたこの宇宙ステーションに保管してあったのである。
ステーションの職員を助けつつ、責任者にコンポーザーの破壊を求める。最初は拒否されるもチーフの説明により承諾した。それから兵士や職員脱出のため防衛システムを再起動するが、コブナントの猛攻とダイダクトの不可思議な力により、コンポーザーはダイダクトの手に渡ってしまう。
ダイダクトは手始めに宇宙ステーションの職員たちをデータ化し、ステーションは壊滅してしまう。その後地球の位置を割り出したダイダクトは、地球へ向けてワープの準備をする。しかしチーフはライブラリアンによってコンポーザー耐性を得ていたためこの攻撃を生き延びた。その後ステーションから持ち出したハボック核爆弾を手に宇宙戦闘機「ブロードソード」でダイダクトを追跡、ダイダクトの乗る宇宙戦艦がスリップスペースを行うのに間一髪紛れ込んだチーフは、コンポーザーの破壊を目指した。地球へジャンプ後、インフィニティの支援を受けて内部に突入、そしてコンポーザーの前まで辿り着くが、ついにコンポーザーが起動され、地球に照射されてしまった。
急いでセキュリティ機能を解除しコンポーザーを吹き飛ばそうとするが、ダイダクトに阻まれ、フォアランナーアーマーの引斥力操作能力により造られた見えざる巨大な掌（トラクタービーム）に捕縛され粉々に握りつぶされそうになる。
だが船のシステムに置き去りにされたコルタナが命がけの特攻を試みた。ライトブリッジを変化させダイダクトは束縛、チーフはパルスグレネードを埋め込み起爆、船をスリップスペースへ突き落とした。そして手動で核爆弾の起爆に成功したチーフは、またしても人類を助け、彼もまた無事にインフィニティへ帰還することに成功したのである。だがコルタナはここで力を使い果たし、残された力で実体化しチーフと抱擁を交わすと闇の中へ消えていった。

### コルタナからの接触
スーツを新調し、しばらくインフィニティに所属し任務を遂行していたチーフだが、ブルーチームのフレデリック（フレッド）、ケリー、リンダらと共にコブナントからONI研究施設「アージェントムーン」確保を遂行している最中にコルタナから「メリディアンへ向かえ」とのメッセージを受け取る。
しかし、アージェントムーンにコブナントの大艦隊が迫ってきたため任務を施設の確保から爆破に変更、その後インフィニティにコルタナを追うと連絡すると「別チームが当たるため帰還せよ」と指示を受けるがチーフらブルーチームはこれを拒否、無断でメリディアンに向かった。
その後UNSCでは無許可離隊が宣言され、チーフはファイアチームオシリスに追われることとなった。

### ジェネシスにて
チーフは惑星メリディアンのアポジステーション内部の鉱山、ガーディアンの手前でチーフを拘束するために追ってきたオシリスらと出会い一戦交えるも、ガーディアンに乗り込み惑星ジェネシスへやってきた。そこでコブナント、プロメシアンとウォーデン・エターナルの三つ巴を突破、コルタナと再開する。彼女はダイダクトの船に取り残され、船がスリップスペースジャンプをしてジェネシスにたどり着いたのだった。そしてAIが7年を超えると発症する「ランパンシー」が、フォアランナーの全銀河系をつつむネットワークシステム「ドメイン」につながったことにより直ったのだとチーフらに説明した。コルタナを追い、探索を続けるチーフらだが、その間にチーフはコルタナの継承(AIによる人類の支配)への手伝いをさせられていたのだった。会話を重ねるうちにコルタナが危険であることを感じ、任務をチーフらの身柄確保から救助に切り替え追ってきたオシリスの一人ロックとも和解するが、ウォーデンとコルタナにより人工冬眠装置「クリプタム」に囚われる。しかし、オシリスに救出され、その後惑星サンヘリオスへ帰還しアービターやハルゼイ博士と再会、「遅かったわね」と言われた。

## メディアへの進出

### マスターチーフがディナーにやってくる!（Master Chief Comes to Dinner）
ジョンはテレビ番組への出演を果たしており、具体的には『マッドTV!』のエピソード1305に出演した。ジョンはとある一家の長女のボーイフレンドという設定で、タイトル通りその一家のディナー（晩御飯）にお邪魔するという内容である。
両親がアーマーで全身を包んだジョンをエイリアンだと勘違いする辺りまでは常識的であるが、その後ジョンに出会えて喜ぶ長男にグレネードをプレゼントしたり、食事をするというのにヘルメットを脱がないなどの非日常的なふるまいを見せた（出典：MADtv Season13より）。

### 『デッド オア アライブ4』への出演
『ファミ通Xbox360』などの雑誌でも取り上げられたため、HALOシリーズのユーザーでなくとも知る人は知るイベントである。しかし、後にこのゲームに登場するのはマスターチーフではなく、同じ外見をした違うスパルタンということが公開された。詳細は該当記事か、Spaltan-458 ニコルを参照。

### 『Fable II』への出演
HALOシリーズ同様、マイクロソフト・ゲームスタジオ発のRPG『Fable II』にもミンストレル・チーフとして登場。

### 『スーパーボンバーマンR』への出演
コナミデジタルエンタテインメントのXbox One版『スーパーボンバーマンR』専用キャラクターとして、マスターチーフボンバーを収録している。UNSC特殊機甲部隊“SPARTAN-Ⅱ”所属の兵士ボンバーマン。
キャラクターボイスは原作と同じく小山力也/Steve Downes氏。

## ギャラリー

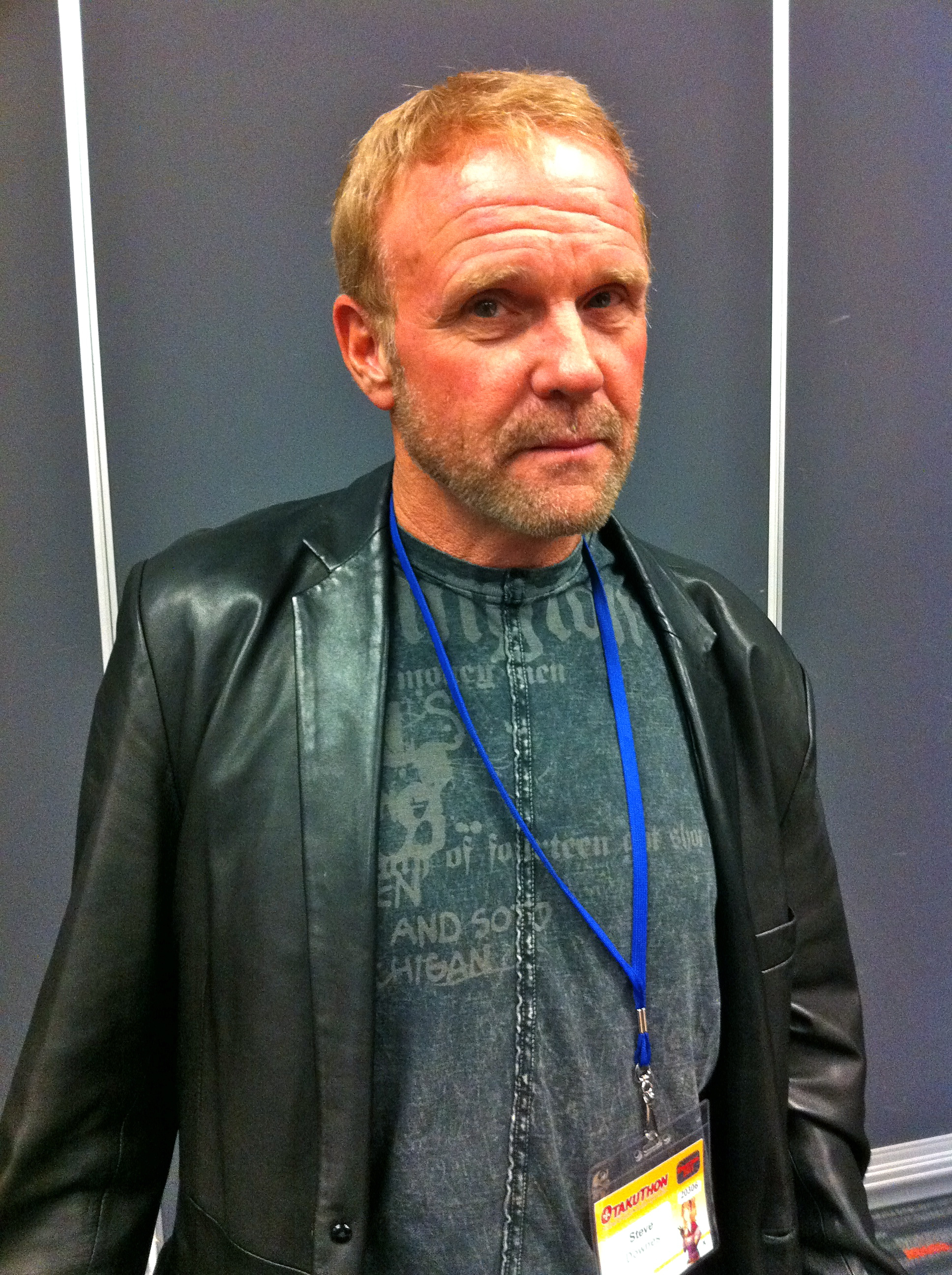
ジョンの声を担当したスティーヴ・ダウンズ。
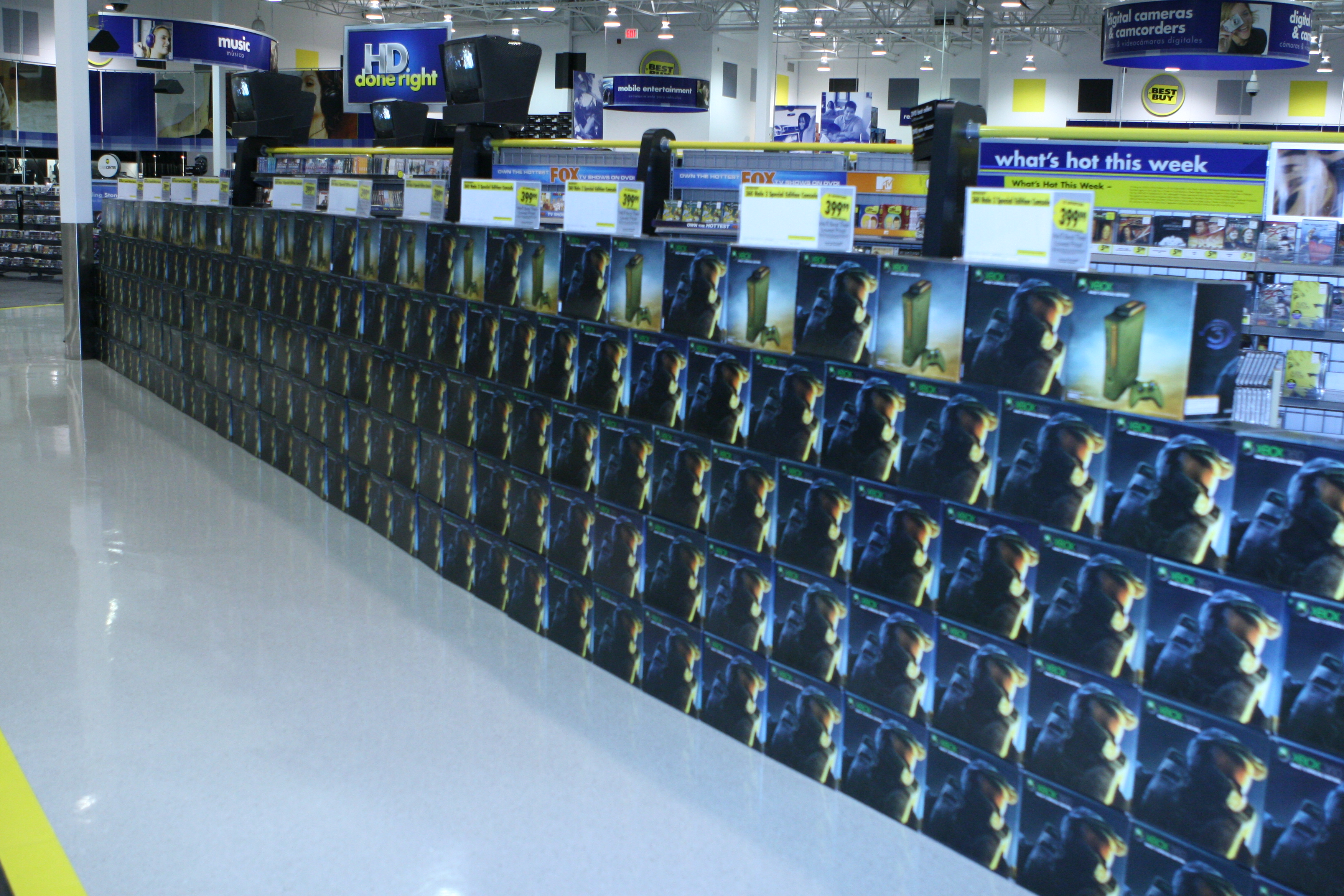
ニューヨークのベスト・バイ。ジョンが描かれたXbox 360の『Halo 3』バージョンが販売コーナーひとつを完全に占領。現地での影響力を物語っている。
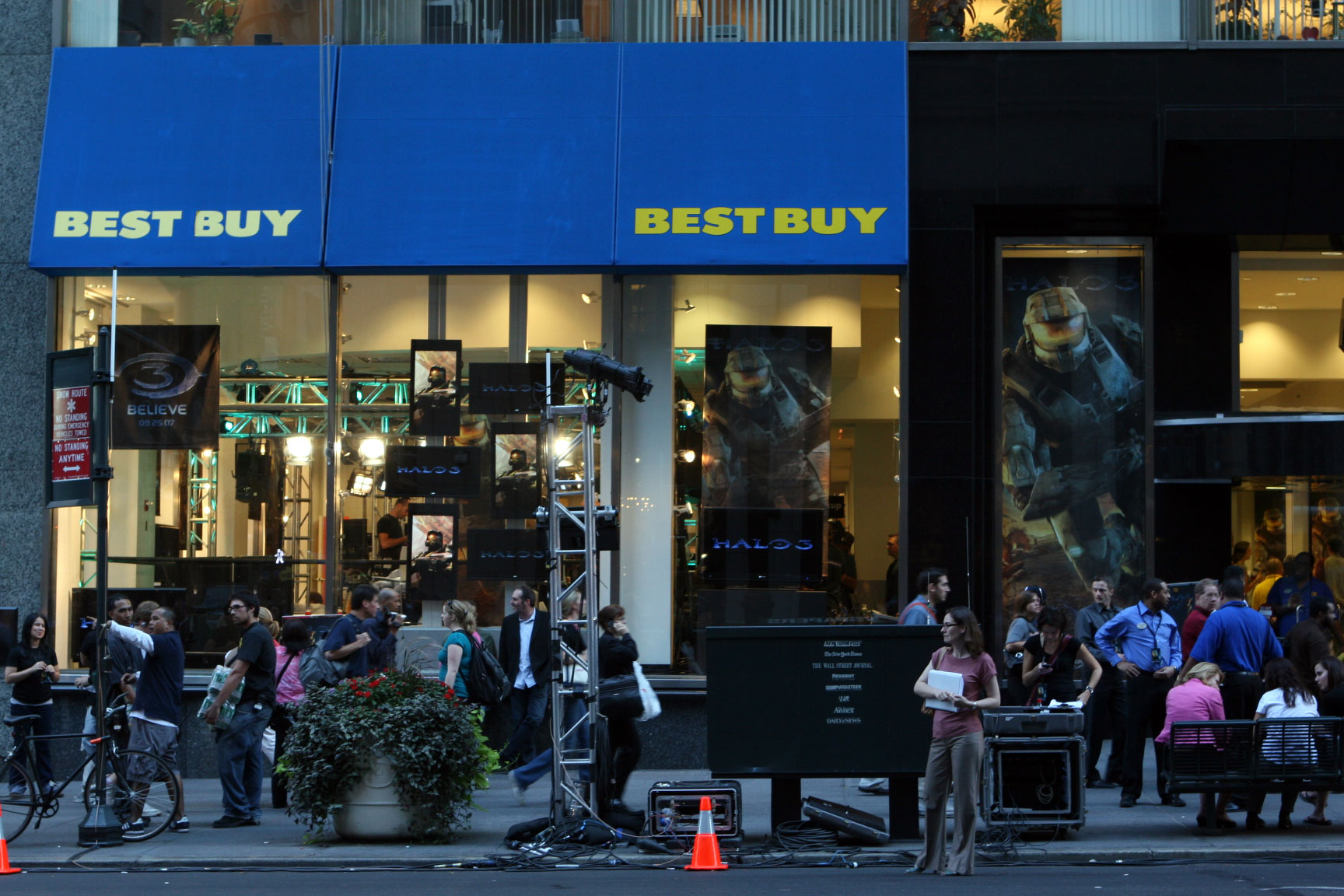
『Halo 3』一色に染まるニューヨークのベスト・バイ。
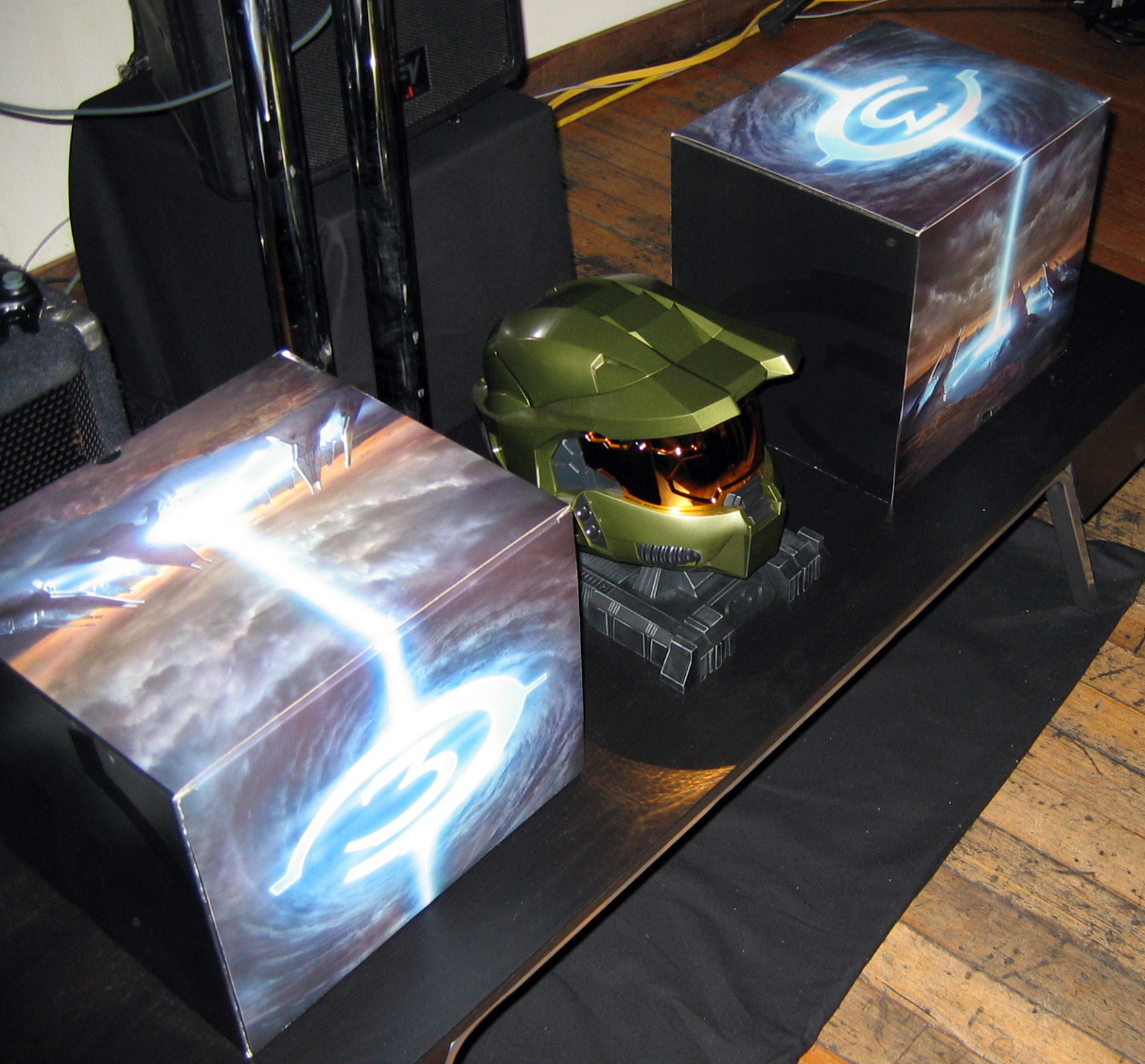
『Halo 3』のレジェンダリー・エディション（日本未発売）には、チーフのヘルメットが付属した。
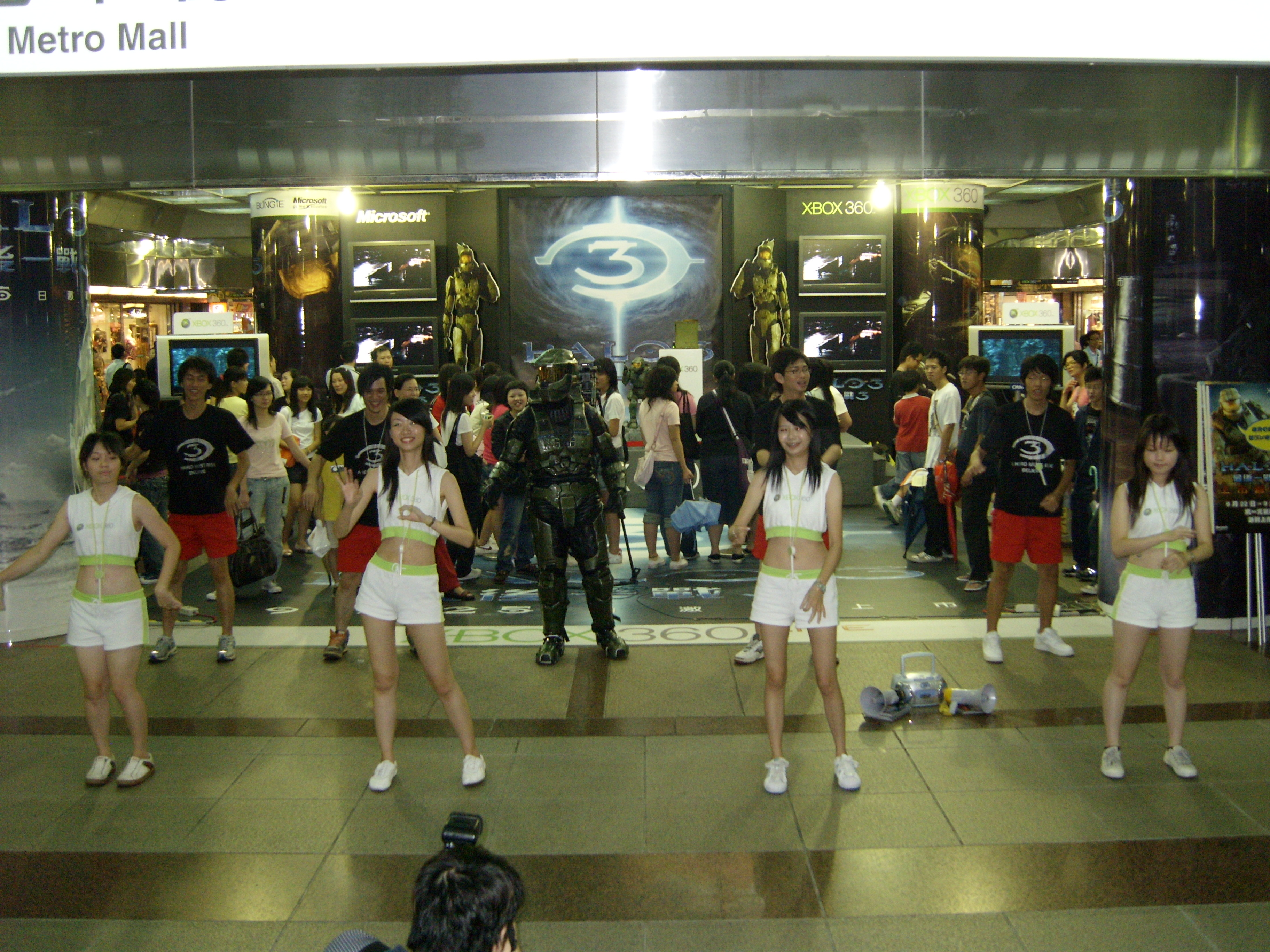
同じく台湾での発売イベント。
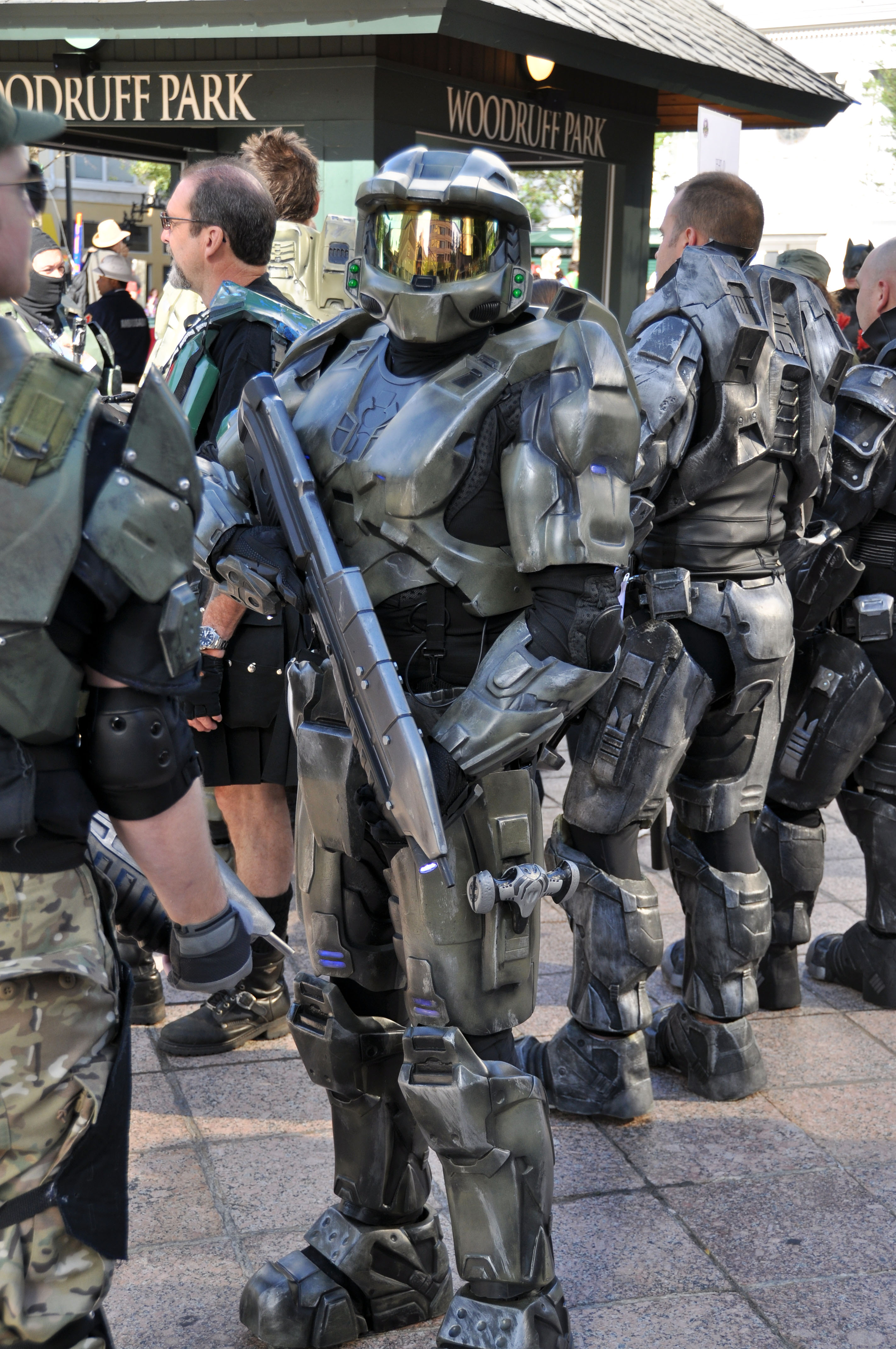
マスターチーフ、コスプレ。ドラゴン・コン（2010年）

## そのほか
- ジョンはラスベガスにある蝋人形館マダム・タッソー館に仲間入りを果たした。ビデオゲームのキャラクターとしては彼が史上初めてだという[11]。
- ジョンのコスプレをするファンも大勢いる[12]。またアメリカではジョンのアーマーが販売されており、よりコスプレが容易となっている[13]。
- ミョルニル・アーマーは宇宙や水中でも活動できる気密式の戦闘服である。よって、蒸れたりして不快ではないかという素朴な質問がたびたび上がるが、アーマーは内部温度を調整することが出来る（『Halo:コンバット・エボルヴ』説明書より）。
- 装甲で身を包んでいる、基本的に寡黙等いくつかの共通点から、たびたびサムス・アランと比較されることがある。
- 人気キャラクターらしく、フィギュアもリリースされている。外部リンクを参照。
- 『第3次スーパーロボット大戦α』に『電脳戦機バーチャロン』が参戦した際、テムジン747Jのパイロット名が「チーフ」になっており、声優も谷昌樹が務めている。
- 日本における『Halo 4』以降での声優変更は一部ファンの反発を招き、日本国内での同シリーズの人気、セールスにも大きく影響した（外伝作品の『Halo 3: ODST』を約70%下回る売上となってしまった）。